# Monumental (metrostation)
Monumental is een metrostation in de wijk Eixample in de Spaanse stad Barcelona.
Het station is onderdeel van de Metro van Barcelona en wordt gebruikt voor lijn 2. Het is gelegen in zone 1 langs de Carrer de la Marina.
Monumental bestaat sinds 1995 toen metrolijn 2 werd geopend in Barcelona.